# Liz Pichon
Liz Pichon (Londra, 16 agosto 1963) è una scrittrice e illustratrice britannica.
È principalmente nota per aver scritto e illustrato la serie di libri Tom Gates, tradotti in 46 lingue, tra cui l'italiano.

## Biografia
Liz Pichon è nata da Francis e Joan Pichon. Ha conseguito una laurea in disegno grafio presso la Camberwell College of Arts. Ha esordito come direttore artistico per l'etichetta discografica Jive Records, dove ha lavorato dal 1987 al 1990. Nel 2011 pubblica Il fichissimo mondo di Tom Gates che si rivelerà un best seller, il primo di 18 seguiti (di cui solo alcuni pubblicati in Italia). Nel 2021 nel Regno Unito è stata trasmessa una serie televisiva basata sulla collana letteraria Tom Gates. Ha vinto numerosi premi tra cui il Roald Dahl Funny Prize e il Blue Peter Book Award.

## Vita privata
Liz è dislessica. Nel 1990 ha sposato Mark Flannery con il quale ha avuto tre figli: due maschi e una femmina.

## Opere
- Dodi il mio fratello grande (2004)[3]
- Pilù occhi quadri da tivù (?)
- Il fichissimo mondo di Tom Gates (2011)
- Tom Gates. Scuse improbabili (e schifezze varie) (2011)
- Tom Gates - Quale mostro? (?)